# Ка Симонати (Виченца)
Ка Симонати је насеље у Италији у округу Виченца, региону Венето.
Према процени из 2011. у насељу је живело 31 становника. Насеље се налази на надморској висини од 193 м.